# Desviador

Un moderno tren de transmisión de bicicleta de carretera con desviadores delantero y trasero

Un desviador (en francés: dérailleur), conocido como descarrilador en la región del Cono Sur, es un mecanismo externo para el cambio de marchas en una bicicleta. El desviador permite elegir el tamaño del piñón entre varios, acoplados a la rueda; de manera que, con cada piñón, varía la relación de marchas.
La palabra francesa dérailleur es una metáfora, que relaciona el cambio de marchas a lo que sucede cuando un tren se descarrila de las vías; en español llamamos a esto «descarrilamiento», y su primer uso se registra en 1930.

## Historia y desarrollo
Ya a finales de 1800 se diseñaron y construyeron varios sistemas de desviador para el cambio de marchas.
En 1896, Edmund Hugh Hodgkinson, un ingeniero de Londres, patenta un sistema de cambio de marchas gradiente de tres velocidades, un precursor del desviador moderno.
En 1905, el cicloturista, escritor y promotor de ciclismo francés Paul de Vivie (1853-1930), que escribió bajo el pseudónimo de Vélocio, inventó un cambio trasero de dos velocidades que él mismo utilizó en varias incursiones a los Alpes. En estos primeros diseños, se utilizaron varillas para mover la cadena hacia diversos engranajes.

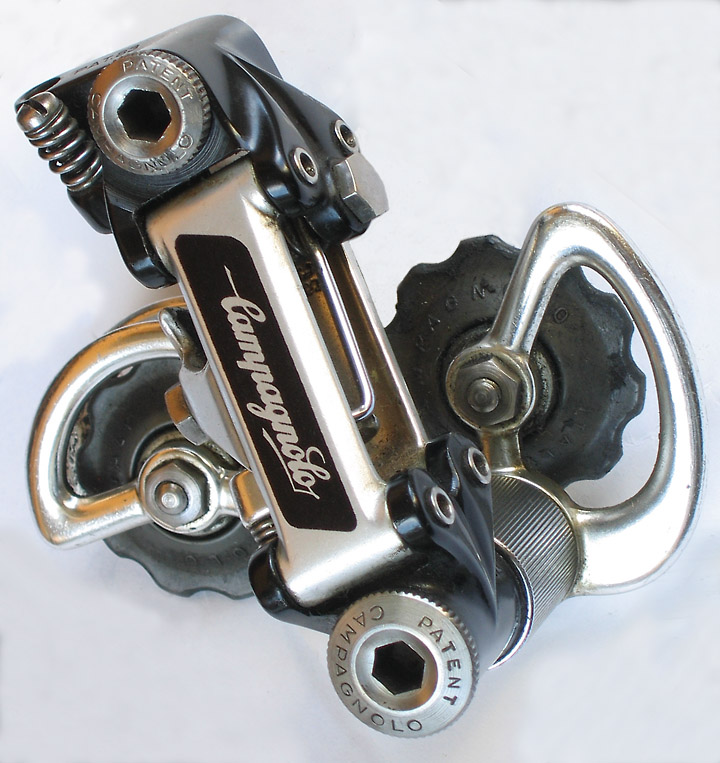
Campagnolo introdujo el Super Record en 1974

El desviador francés «Le Cyclo» comenzó su vida en 1923, diseñado y fabricado por Albert Raimond. El diseño del mecanismo se dijo que había sido inspirado por las ametralladoras que Raimond examinó durante la Primera Guerra Mundial. En 1932 la británica «Ciclo Gear Company» fue establecida por Raimond y Louis Camillis, y el «Cyclo Standard» fue producido en masa y con éxito comercial como un componente separado (en lugar de como parte de una bicicleta completa). El «Cyclo Standard» fue el desviador de rigor del cicloturismo por muchas décadas, estos desviadores existieron hasta los años 1970.
En 1928 aparece el engranaje Super-Champion (u Osgear, como se le conocía en Inglaterra), introducido por la compañía fundada por el campeón ciclista Oscar Egg; también el Vittoria Margherita, ambos utilizaban un «impulsor» de varilla montado en la vaina inferior y con tensores de cadena de una sola palanca, montada cerca o en el tubo diagonal del sillín.
Debido a las malas carreteras de la época, los sistemas de cambio de marchas en los años treinta y cuarenta tuvieron que ser, a la vez, simples y muy robustos. La desventaja de estos mecanismos era que requerían una gran habilidad para hacerlos funcionar.
Antes de que los sistemas de desviador se hicieran populares, los corredores contaban con un buje de doble piñón (dos engranajes, uno a cada lado del buje). Así, un cambio de marchas implicaba detener la marcha, quitar la rueda trasera y darle la vuelta, para utilizar un engranaje de tamaño diferente. Decidir cuándo realizar esta operación era un aspecto estratégico importante de las primeras carreras de ciclismo.
En 1937, un nuevo sistema de cambio se introdujo en el Tour de France, permitiendo a los ciclistas cambiar de marcha sin tener que quitar las ruedas. Los desviadores no se convirtieron en un equipo común de carreras de carretera hasta 1938, cuando Lucien Juy, un empresario francés, introdujo el Simplex, un desviador con cambiador por cable.
En 1940, Tullio Campagnolo inventó el cambio «Corsa», una palanca de cambios de doble varilla. El Corsa fue seguido por la palanca de cambios «Roubaix», que combinaba un mecanismo de encaje rápido y podía mover la cadena con una sola palanca.

En 1949, Campagnolo presenta el «Gran Sport», una versión más refinada de los ya existentes desviadores traseros, aunque de menor éxito comercial que los desviadores traseros de paralelogramo accionadas por cable.

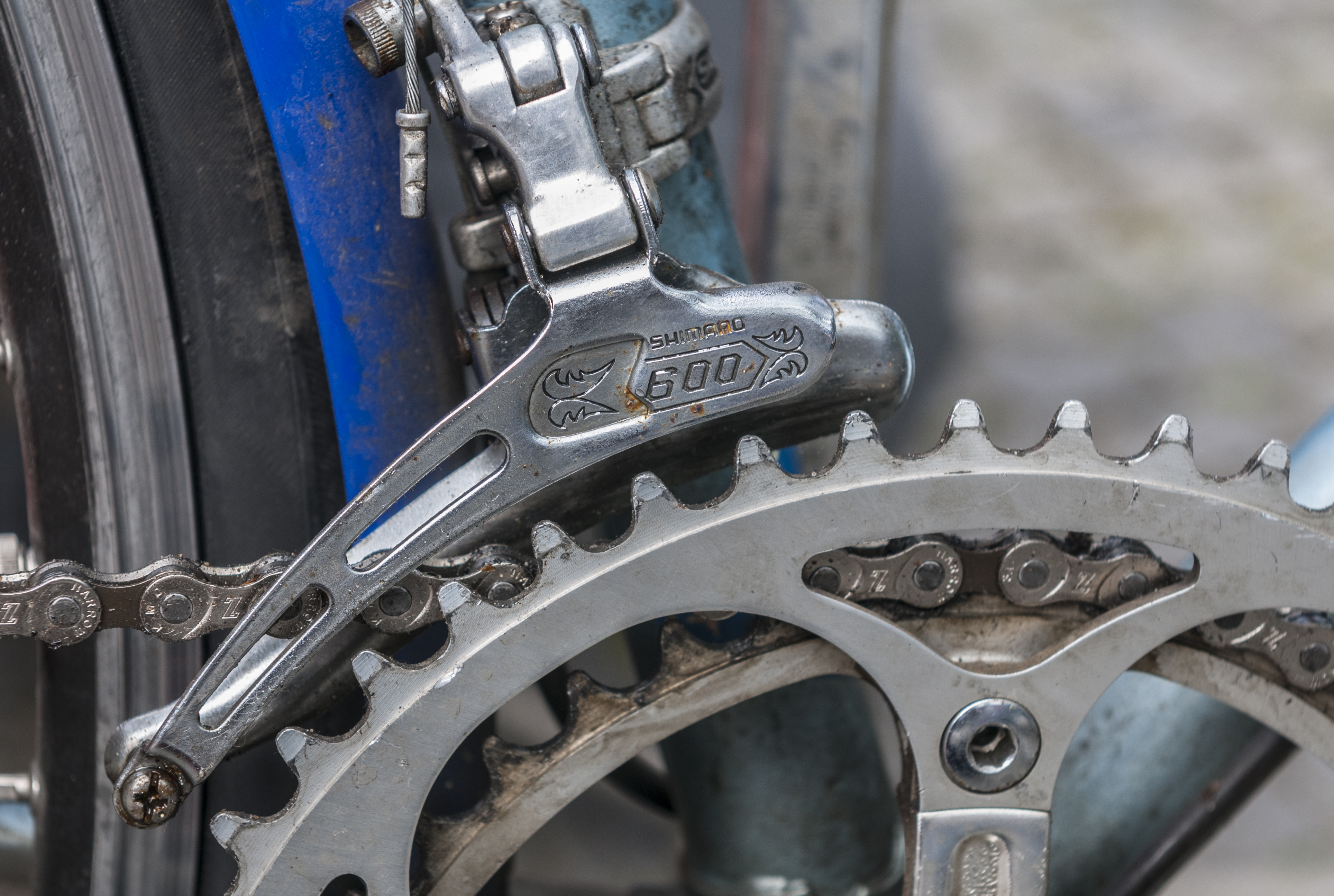
1980: Shimano 600

No obstante, estos sistemas, junto con el cambio Corsa, fueron finalmente sustituidos por los cambios de «paralelogramo articulado», que abrieron el camino al ciclismo moderno.

## Tipos de desviador modernos
Las principales innovaciones desde entonces han sido los cambios de fricción al cambio de indexación (Ver → Palanca de cambio) y el aumento gradual en el número de marchas. Con el cambio de fricción, el ciclista primero mueve la palanca lo suficiente para que la cadena salte al siguiente piñón, y luego ajusta la palanca para centrar la cadena en el piñón.  
Una palanca de cambios indexado tiene un mecanismo de retención o de trinquete que detiene la palanca de cambios, y por lo tanto el cable y el desviador, después de mover a distancias específicas con cada empuje o tirón. Los sistemas de cambio indexados requieren recalibración cuando los cables se estiran y las piezas se dañan o son intercambiadas.
En las bicicletas de carreras, los bujes traseros con 10 coronas aparecieron en el año 2000, y los bujes con 11 coronas aparecieron en el 2009.
La mayoría de las bicicletas de montaña actuales tienen tres platos delanteros, y las bicicletas de carreras pueden tener dos o tres.

### Desviador trasero
El desviador trasero sirve una doble función: mover la cadena entre las coronas y mantener la tensión de la cadena causada por trasladarse a un piñón más pequeño en la parte trasera o un plato más pequeño por el desviador delantero. Para llevar a cabo esta segunda tarea, se posiciona en la trayectoria de la parte inferior, una porción floja de la cadena. A veces los desviadores traseros son reutilizados como tensores de cadena de bicicletas de una sola velocidad al no poder ajustar la tensión de la cadena por un método diferente.

### Desviador delantero
El desviador delantero sólo tiene que mover la cadena de lado a lado entre los platos delanteros, pero tiene que hacer esto con la parte superior. La porción tensa de la cadena también necesita dar cabida a las grandes diferencias en el tamaño plato: desde un máximo de 53 dientes a tan sólo 20 dientes.

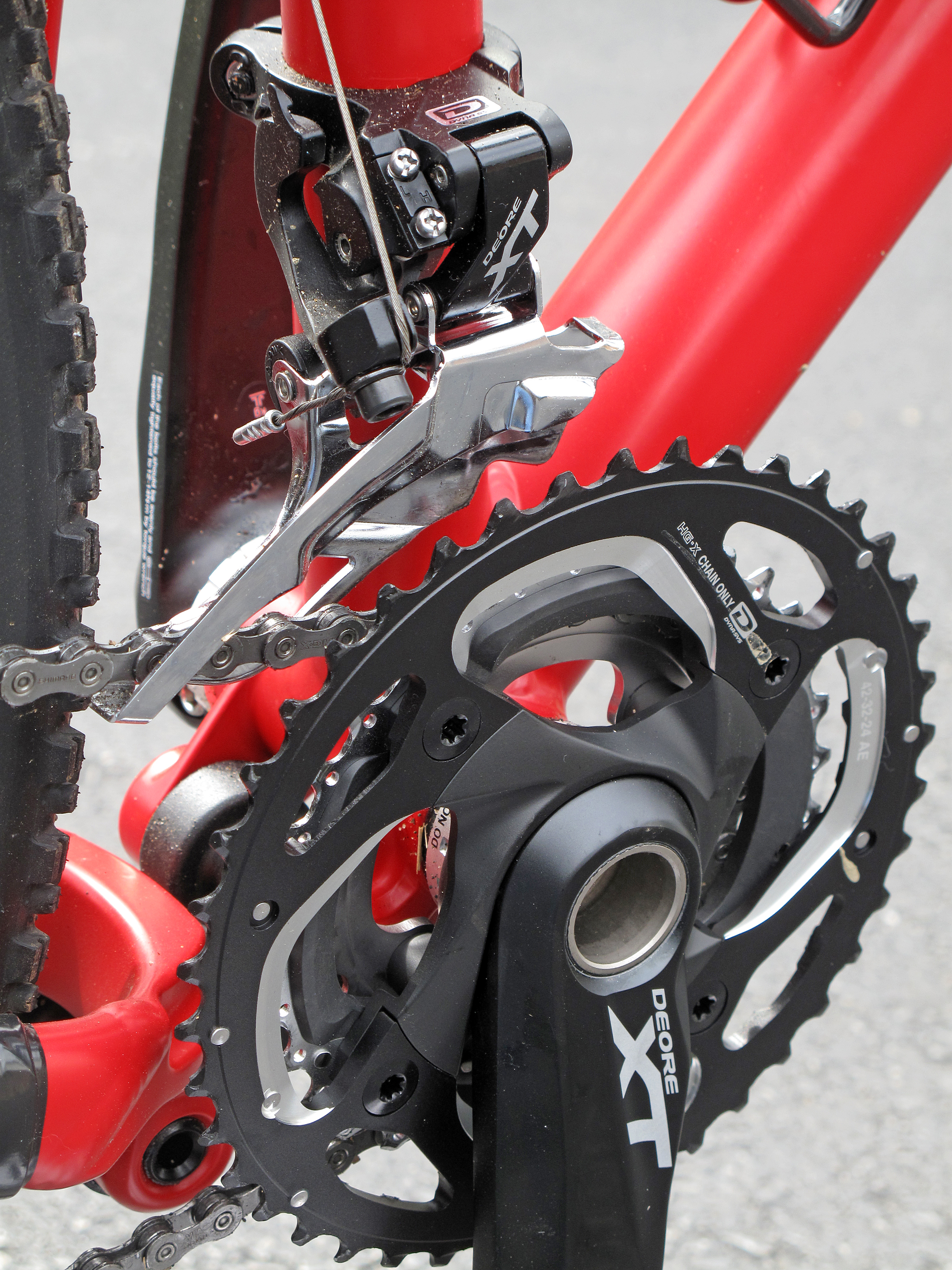
Platos, bielas y desviador delantero.
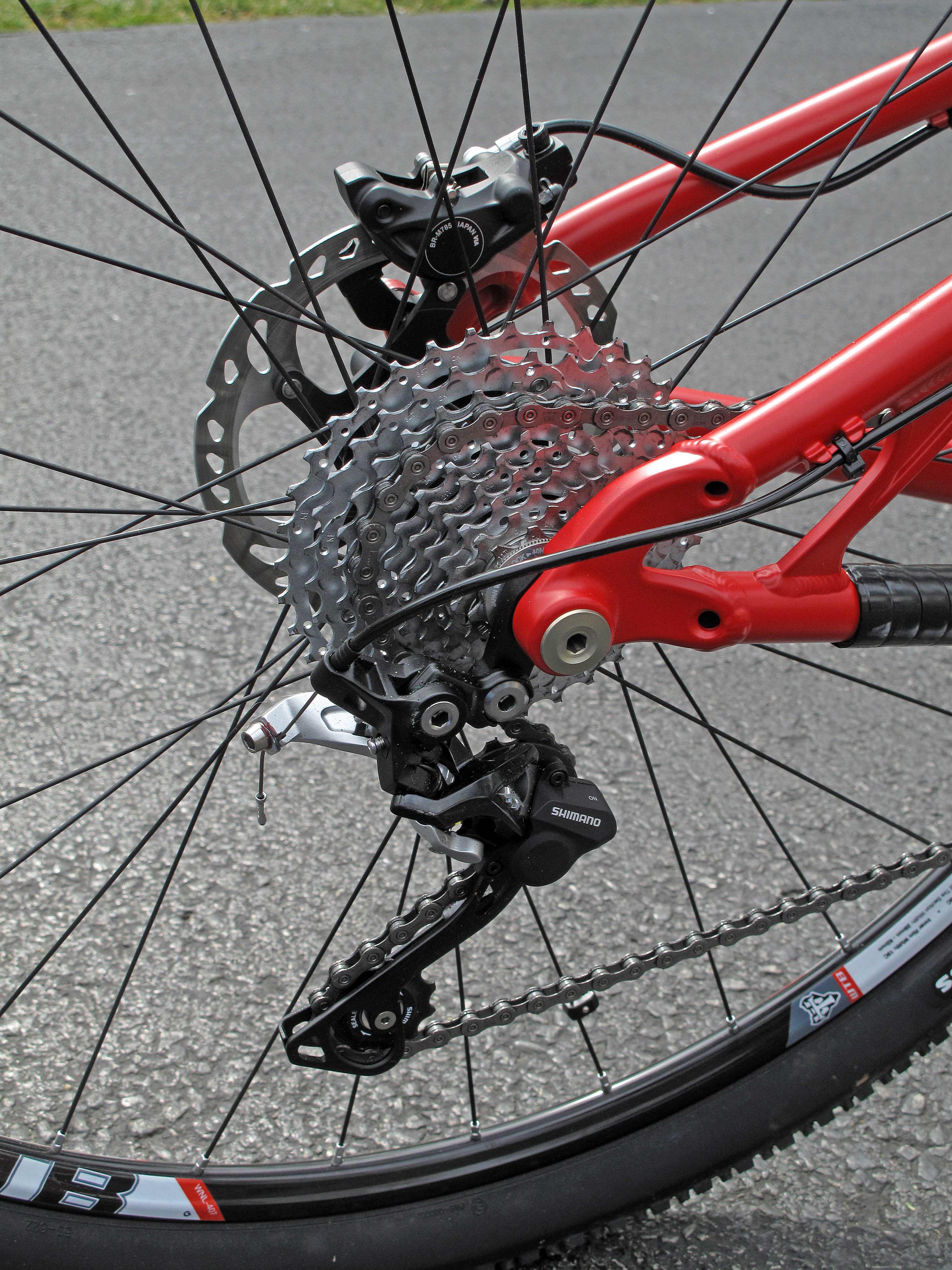
Desviador trasero con piñón de 10 velocidades.